# مارک دی. جردن
مارک دی. جردن (انگلیسی: Mark D. Jordan؛ زادهٔ تاریخ ورودی نامعتبر است) فیلسوف اهل ایالات متحده آمریکا است.
وی همچنین برندهٔ جوایزی همچون برنامه فولبرایت و کمک‌هزینه گوگنهایم شده‌است.